# Poker Faces
Poker Faces è un film muto del 1926 diretto da Harry A. Pollard. La sceneggiatura si basa su Poker Faces di Edgar Franklin, storia seriale pubblicata a puntate su Argosy All-Story Weekly dal 18 agosto al 15 settembre 1923.

## Trama
Jimmy Whitmore è un impiegato sempre alle prese con le difficoltà della vita. Curlew, il suo capo, gli affida un importante incarico, quello di firmare un contratto con George Dixon, un cliente difficile. Scoprendo che sua moglie è assente perché si è trovata un lavoro, porta con sé una sostituta, la moglie di un pugile. Alla cena organizzata per Dixon, Curlew si presenta con la sua nuova segretaria, ovvero Betty, la moglie di Jimmy. Curlew offre al cliente, che ha bisogno di qualcuno a cui dettare alcune lettere, la sua segretaria e i due si chiudono nella stanza dell'uomo, mentre in quella vicina si trovano Jimmy e la sua falsa moglie. Quando il pugile cerca di riprendersi la moglie, la situazione si complica: Jimmy smaschera Dixon, che si rivela essere un truffatore e che viene arrestato, mentre Curlow - per premiarlo - promuove Jimmy come socio giovane.

## Produzione
Il film fu prodotto dall'Universal Jewel (come Universal Pictures).

## Distribuzione
Il copyright del film, richiesto dalla Universal Pictures Corp., fu registrato il 22 maggio 1926 con il numero LP22756.
Distribuito dall'Universal Pictures, il film uscì nelle sale cinematografiche degli Stati Uniti il 5 settembre 1926.

### Conservazione
Copia della pellicola viene conservata negli archivi della George Eastman House e in quelli dell'UCLA Film and Television Archive.